# 隼章
隼章（はやぶさしょう）とは、ボーイスカウト日本連盟の旧シニアースカウト部門における進歩・進級記章の一つ。シニアースカウト部門がベンチャースカウト部門に完全移行し、継続されている。

## 概要
ボーイスカウト運動の基本方針の一つである「進歩制度」において、青少年が必ず身につけるべき共通の修得課目が、進級章あるいはスカウト章と呼ばれているバッジシステムであるが、旧シニアースカウト部門では、「シニアー章」、「隼章」、「富士章」という三段階の進級章が制定されており、「隼章」は最高位である「富士章」の一つ下に位置していた。（進歩制度には、進級章の他に、各人の得意な技能や興味を伸ばす選択課目としてシニアースカウト年代には技能章があった。）
この章は、ボーイスカウト部門の「菊スカウト章」と同様に、自隊の隊長が認定し、団委員長を通じて地区組織へ申請し、地区または都道府県連盟の面接会を経たあと、都道府県連盟より記章および進級証が贈られた。また、隼章を取得したスカウトは隼スカウトと称され、制服の左胸ポケットに「隼章」を着用することが許されていた。
なお、2011年（平成23年）9月1日に隼スカウト章として復活した。

### ベンチャー隼章
シニアースカウト部門からベンチャースカウト部門に完全に移行したことによって「隼章」は廃止され、日本連盟の教育規定からも「隼章」に関する規定は削除されたが、富士章取得への意欲が無くならないよう、目標達成への努力を認めて励ますことを目的に、「隼章」に代わる章を独自に設けている県連盟がある。
以前は、各県連盟単位で設ける記章は、教育規定で定められていないワッペンとして制服への着用そのものに問題があったが、県連盟スカウト顕彰に関する教育規定の改正により、都道府県連盟単位で顕彰記章を制定できるようになった。そのため、今後も同様のベンチャー隼章が誕生する可能性はある。
しかし、教育規定で定められている進歩・進級記章ではなく、各都道府県連盟単位で制定する顕彰記章なので、着用部位は左胸ポケット上方であり、他の進歩・進級記章のように左胸ポケットへの着用は認められていない。また、様式も縦3cm以内、横2cm以内と定められている。

#### 千葉県連盟隼章
千葉県連盟では、上記の趣旨のもと、独自に「千葉県連盟隼章」を設定している。
この章は、「富士章」取得のステップとして、富士章取得に必要な「炊事章」、「野営章」、「救急章」を含む3つ以上の「技能章」と、1つ以上の「プロジェクトアワード」を取得したスカウトに対して授与され、受章者は、「千葉県連盟隼章」の顕彰記章を制服の左胸ポケット上方に着用できる。

#### 群馬隼章
群馬県連盟では、上記の趣旨のもと、独自に「群馬隼章」を設定していたが、現在は廃止された。
この章は、「富士章」取得のステップとして、富士章取得に必要な「炊事章」、「野営章」、「救急章」を含む3つ以上の「技能章」と、2つ以上の「プロジェクトアワード」を取得したスカウトに対して授与され、受章者は、「群馬隼章」のチーフリングを着用することができる。

#### ばんだいスカウト章
福島連盟では、シニアースカウト部門の「隼章挑戦キャンプ」（自分の習熟した技能を試す活動計画と、隊長より与えられた課題を成し遂げる2泊3日以上の固定キャンプ）にあたる「磐梯訓練」を実施しており、「磐梯訓練」への取り組みによるものを含む2つ以上の「プロジェクトアワード」を取得したスカウトに対し、「ばんだいスカウト章」を設定している。
受章者には、「ばんだいスカウト章」の顕彰記章と認定証が授与されるが、この章は、他の「ベンチャー隼章」とは異なり、「技能章」の取得は条件に入っておらず、「富士章」取得へのステップというより、「磐梯訓練」の修了証の意味合いが強い。

## 進歩課目
シニアー章を取得したスカウトが隼スカウトになるためには、以下の項目を修了しなくてはならなかった。
1. 基本
  1. シニアー章を取得してから、最低6か月「ちかい」と「おきて」の実践に最善をつくす。
  2. 勤労による報酬と、節約により貯金を計画的に行い、金銭の出納を記録する。
  3. シニアースカウトとして、隊（班）の各種集会、野外活動、奉仕活動などに、責任ある行動をとる。
  4. スカウティング・フォア・ボーイズのキャンプファイア物語21、22及び26を読み、感想文を書いて隊長に提出し、その内容について隊長と話し合う。
2. 健康・体力づくり
  1. 5分間泳ぎつづける。または、軽装で1,000mを5分以内で走る。
3. スカウト技能
  1. 技能章のうち、炊事章・野営章・救急章と、その他の技能章2つ以上を選び、計5つ以上を取得する。
  2. 「隼章挑戦キャンプ」を経験し、報告書を隊長に提出する。
  3. 次の条件を満たす移動キャンプを企画し、隊長の承認を受けて実施したのち、報告書を隊長に提出する。
    - 班またはスカウト2名以上を活動単位とすること
    - 2泊3日以上、徒歩行程10km以上であること
    - 安全と衛生に留意した快適な生活であること
4. 社会生活・奉仕活動
  1. 団および地域社会などに対して、常に積極的に奉仕する
  2. 自然愛護と環境衛生を高める活動に関心を持ち、身近なことから実行する。